# Polos d'Egina
Polos (grec antic: Πῶλος, llatí: Polus) fou un destacat actor tràgic grec, fill de Càricles de Súnion i deixeble d'Àrquias de Túrios. Va viure entre el final del segle iv aC i el començament del segle iii aC.
Plutarc i Llucià de Samòsata expliquen com un fet extraordinari que poc abans de morir, amb 70 anys, encara va actuar en vuit tragèdies en només quatre dies consecutius.